# Алан Дункан
Алан Джеймс Картер Дункан (англ. Alan James Carter Duncan; нар. 31 березня 1957, Рікмансворт) — британський політик-консерватор. Він є членом Палати громад від округу Ратленд і Мелтон, державний міністр міжнародного розвитку з 2010 по 2014.

## Життєпис
Дункан навчався у Оксфордському і Гарвардському університетах. Він почав свою кар'єру у нафтогазовій компанії Royal Dutch Shell. Вперше обраний до парламенту у 1992 році. Він є першим відкритим геєм-членом парламенту від Консервативної партії (зробив камінг-аут у 2002 році).
13 липня 2018 закликав російську владу терміново звільнити українських політв’язнів, які оголосили голодування, — Олега Сенцова, Володимира Балуха та Еміра-Усеїна Куку.